# Jaci (São Paulo)
Jaci é um município brasileiro do estado de São Paulo. Sua população conforme o Censo 2022 (IBGE) era de 7 613 habitantes.

## História

### Formação territorial-administrativa
Histórico da formação do município:
- Distrito de Yaci criado no município de Mirassol pela Lei nº 2.112, de 30/12/1925.
- Denominação alterada para Jaci pelo Decreto-Lei nº 14.334, de 30/11/1944.
- Município criado pela Lei nº 5.285, de 18/02/1959.

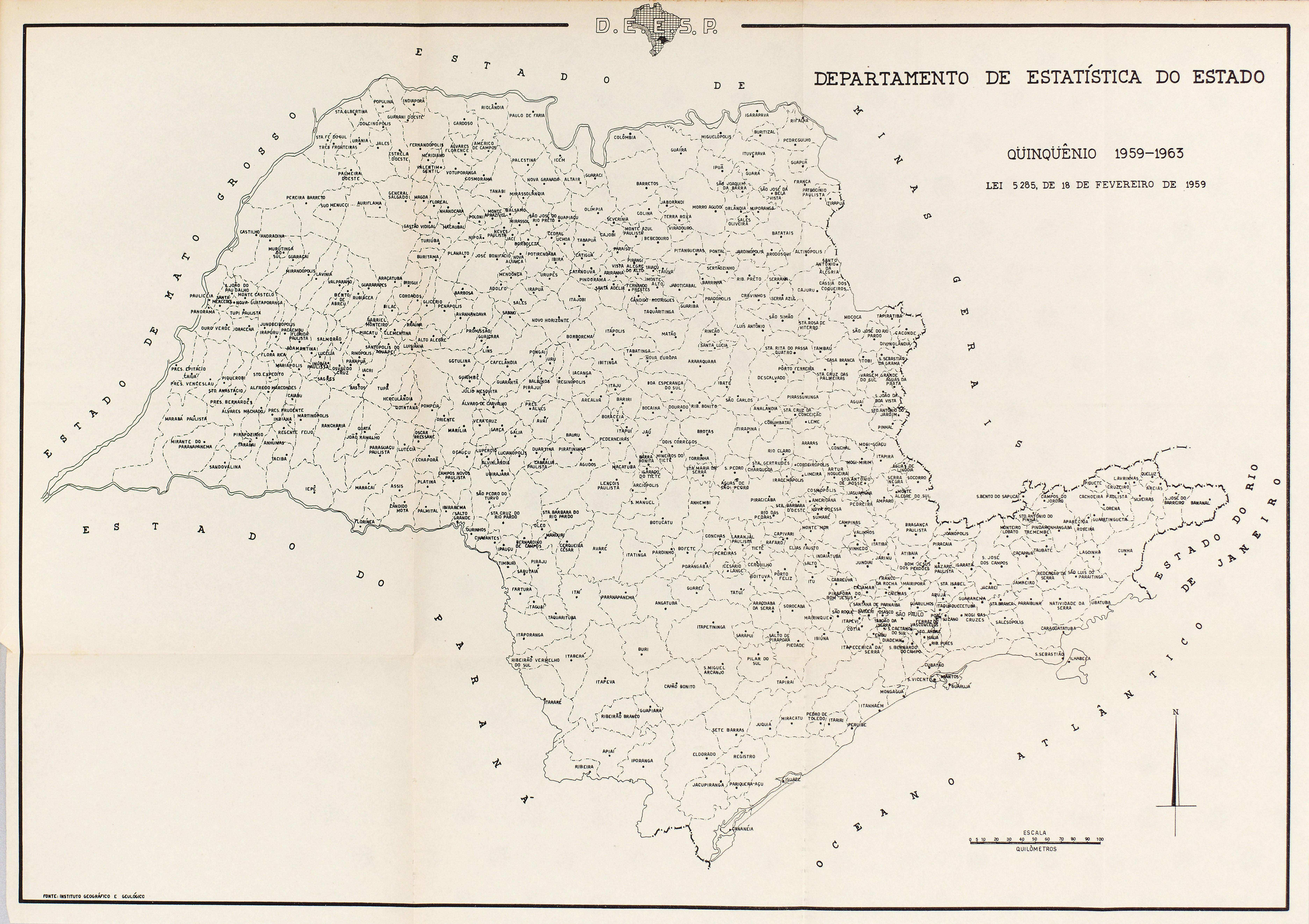
Estado de São Paulo (1959).

## Geografia
Localiza-se a uma latitude 20º52'56" sul e a uma longitude 49º34'12" oeste, estando a uma altitude de 545 metros. Possui uma área de 145,133 km².
Pertence à Região Metropolitana de São José do Rio Preto, sendo uma das 36 cidades que integram a Região Imediata de São José do Rio Preto, que por sua vez é uma das seis regiões imediatas que integram a Região Intermediária de São José do Rio Preto.

### Rodovias
- Rodovia Antônio Visoto
- BR-153 (SP-425)
- Estrada Municipal Jaci-Ruilândia

### Sítio arqueológico
Em novembro de 2017, um osso de titanossauro foi encontrado em uma área rural que estava sendo preparada para um empreendimento imobiliário. O fóssil, que tem quarenta centímetros de comprimento e pesa 25 quilos, é uma parte do fêmur do animal pré-histórico.

## Demografia

### População
| Crescimento populacional                             | Crescimento populacional | Crescimento populacional | Crescimento populacional |
| Ano                                                  | População Total          |                          | %±                       |
| ---------------------------------------------------- | ------------------------ | ------------------------ | ------------------------ |
| 1960                                                 | 4 742                    |                          | —                        |
| 1970                                                 | 4 000                    |                          | −15,6%                   |
| 1980                                                 | 3 801                    |                          | −5,0%                    |
| 1991                                                 | 3 237                    |                          | −14,8%                   |
| 2000                                                 | 4 117                    |                          | 27,2%                    |
| 2010                                                 | 5 657                    |                          | 37,4%                    |
| 2022                                                 | 7 613                    |                          | 34,6%                    |
| Est. 2024                                            | 7 878                    | [ 9 ]                    | 3,5%                     |
| Fontes: Censos Demográficos IBGE e Estimativas SEADE |                          |                          |                          |

### Dados demográficos
Dados do Censo - 2010
População total: 5.657
- Urbana: 4.871
- Rural: 786
- Homens: 2.892[14]
- Mulheres: 2.765

Densidade demográfica (hab./km²): 38,87
Taxa de alfabetização: 90,9%
Índice de Desenvolvimento Humano (IDH-M): 0,723
- IDH-M Renda: 0,700
- IDH-M Longevidade: 0,818
- IDH-M Educação: 0,659

Estimativa de 2021
População: 7 322 habitantes

## Política e administração
- Prefeito: Valéria Perpétuo Guimarães Henrique  (2021/2024)
- Vice-prefeito: Wilson Berto
- Presidente da câmara: ?

## Economia
A principal atividade econômica, e que mais emprega, é a indústria moveleira. Possui um total de 72 fábricas, entre grandes, médias e pequenas empresas.

## Infraestrutura

### Comunicações
O sistema de telefones automáticos foi inaugurado na cidade em 1977 pela Telecomunicações de São Paulo (TELESP), que também implantou o sistema de discagem direta à distância (DDD) em 1988 com o código de área (0172). Anteriormente a cidade era atendida pela Companhia de Telecomunicações do Estado de São Paulo (COTESP).
Na década de 90 o código DDD da cidade foi alterado para (017), para padronização do sistema telefônico com a telefonia celular que estava sendo implantada em todo o estado.

## Religião
O Cristianismo se faz presente na cidade da seguinte forma:

### Igreja Católica
- A igreja faz parte da Diocese de São José do Rio Preto.[20]

### Igrejas Evangélicas
- Assembleia de Deus Ministério do Belém.[21][22]
- Congregação Cristã no Brasil.[23]